# محمد عبادزاده
محمد عبادزاده (زاده ۱۴ اسفند ۱۳۶۹) بازیکن فوتبال و هافبک کنونی باشگاه فوتبال چادرملو می‌باشد.

## افتخارات
- نائب قهرمانی لیگ برتر فوتبال ایران ۹۲–۱۳۹۱ به همراه باشگاه تراکتور سازی تبریز